# Nelson’s Dockyard
Nelson’s Dockyard – miasto w Antigui i Barbudzie; stolica Saint Paul; na wyspie Antigua; 600 mieszkańców (2006). Ośrodek turystyczny.